# 1815 w polityce

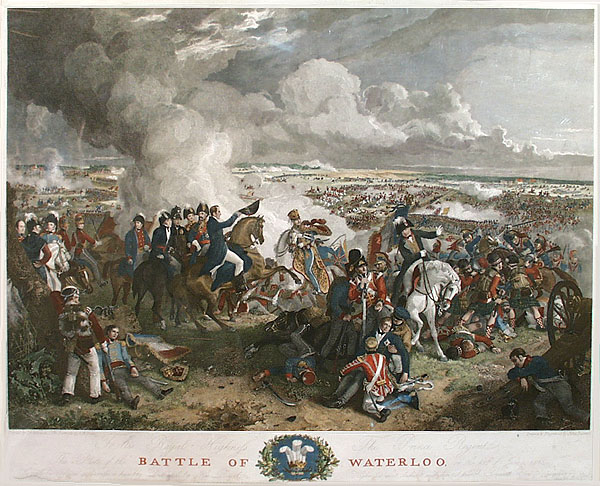
Bitwa pod Waterloo

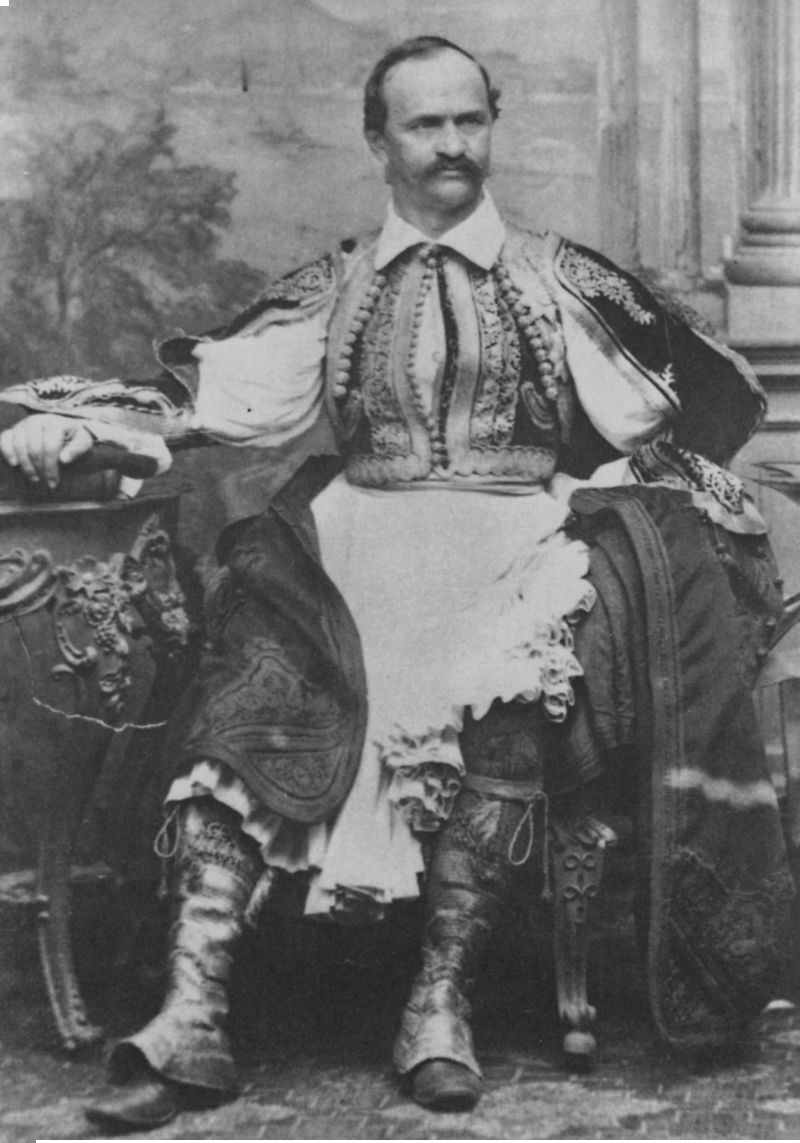
Otton I Wittelsbach

Wydarzenia polityczne w 1815 roku.

## Wydarzenia
- 18 czerwca Bitwa pod Waterloo. Napoleon poniósł druzgocącą klęskę w starciu z wojskami brytyjskimi, dowodzonymi przez księcia Wellingtona i pruskimi, prowadzonymi przez marszałka Blüchera. Bitwa definitywnie zakończyła rządy cesarza Francuzów[1].
- 22 czerwca Napoleon po raz drugi abdykował na rzecz swojego syna. Dostał się do niewoli angielskiej i został przewieziony na wyspę św. Heleny, gdzie przebywał do śmierci w 1821[1].
- 13 października Joachim Murat, marszałek Francji i król Neapolu, został rozstrzelany[2][3].
- José María Morelos, meksykański ksiądz, bojownik o niepodległość, został rozstrzelany[4][5][6][7].

## Urodzili się
- 1 czerwca Otton I Wittelsbach, król Grecji od 1832[8][9].

## Zmarli
- 16 czerwca Fryderyk Wilhelm, książę Brunszwiku[10].
- Ignacy Błeszyński, poseł na Sejm Księstwa Warszawskiego[11].